# West Coast Eagles
Il West Coast Eagles è un club di football australiano della città di Perth.

## Titolo AFL
1992, 1994, 2006, 2018